# Martin Tudor
Martin Gheorghe Tudor (n. 10 iunie 1976, Avrig, România – d. 30 martie 2020, Reșița, Caraș-Severin, România) a fost un fotbalist român care a evoluat pe postul de portar. A jucat de-a lungul carierei la Jiul Petroșani (1996/1997), Olimpia Satu Mare (1997-1999), Steaua București (1999-2005), CFR Cluj (2005-2007) și Universitatea Cluj (2007/2008). Martin Tudor a adunat 184 de meciuri în prima ligă și două titluri de campion, ambele cucerite cu Steaua București în 2001 și 2005.

## Carieră
Martin Tudor a început să joace fotbal la Jiul Petroșani, unde, în 1996, la vârsta de 20 de ani, a debutat, evoluând într-un meci împotriva Petrolului din Ploiești. A fost singurul meci disputat de Martin pentru echipa mare a Jiului, el trecând în 1997 la formația Olimpia Satu Mare.
La Olimpia Satu Mare, echipă care evolua la venirea lui Tudor în Liga 2, portarul originar din Avrig a evoluat constant în primul sezon, reușind promovarea cu echipa sătmăreană după ce a apărat poarta acesteia în 20 de meciuri.
Sezonul în care a apărat pentru Olimpia Satu Mare în Liga 1 a fost unul nu prea reușit, Martin Tudor bifând destule prezențe în prima echipă, 26, însă terminând pe ultimul loc al clasamentului. A fost însă remarcat de către conducătorii clubului Steaua București, la care avea să ajungă în 1999.
În primul său sezon pentru Steaua, Martin Tudor a apărat buturile echipei din Bulevardul Ghencea de 18 ori, iar echipa sa a încheiat pe locul 3 în clasament.
Sezonul 2000-2001 a fost, de departe, cel mai bun pentru Martin Tudor din cariera sa de fotbalist. Pe lângă faptul că a apărat poarta Stelei în 28 de partide, Martin a câștigat și primul său titlu de campion al României.
Evoluțiile bune ale lui Martin Tudor din acest sezon l-au făcut titular incontestabil în poarta Stelei, el devenind în scurt timp și unul dintre cei mai iubiți fotbaliști ai trupei din Ghencea. În următoarele două sezoane, el a apărat buturile Stelei în 52 de partide, și nimic nu părea să îl scoată din poarta Stelei, ceilalți portari, Eugen Nae sau Tiberiu Lung, având evoluții sporadice.
Din păcate pentru Tudor, el s-a accidentat în startul ediției 2003-2004 de campionat, iar oficialii Stelei au căutat un portar care să suplinească lipsa lui Tudor. Cel care avea să îi "fure" locul de titular în poarta echipei roș-albastre s-a numit Vasili Hamutovski, iar după revenirea românului, acesta nu a mai putut să își recupereze locul în poarta Stelei.
Astfel, în sezonul în care Tudor a fost mai mult accidentat, el a bifat doar 7 meciuri în tricoul Stelei, și părea să fie ultimul său sezon la Steaua, datorită faptului că el voia să fie titular.
Nu a fost însă așa. În sezonul 2004-2005, Martin Tudor a beneficiat de accidentările lui Vasili Hamutovski și a reintrat în poarta Stelei. Cu câteva etape înainte de încheierea campionatului, Vasili Hamutovski a părăsit Steaua (având să se întoarcă la începutul sezonului următor), iar Martin Tudor a fost titular incontestabil în aceste ultime etape.
Evoluția sa din penultimul meci al etapei, cu FC Brașov, a fost una de-a dreptul entuziasmantă, Tudor reușind câteva parade excepționale. La sfârșitul partidei, mulți spuneau că Martin Tudor merită o statuie pentru performanța sa, deoarece a menținut Steaua pe primul loc, cu un punct deasupra marii rivale Dinamo București.
În ultima etapă, cu Poli Timișoara, Martin Tudor a primit un gol de la Gueye Mansour, însă a reușit să închidă din acel moment poarta Stelei: Andrei Cristea și Nicolae Dică au marcat în poarta lui Poli, iar Tudor câștiga un nou titlu alături de Steaua.
Din păcate pentru portar, avea să fie ultimul său meci între buturile Stelei. În pauza competițională, Martin Tudor a părăsit Steaua, după șase sezoane în care a evoluat în 126 de meciuri de campionat și a reușit atâtea și atâtea parade salvatoare.
A ajuns la CFR Cluj, echipă care spera la un loc pe podium la startul sezonului 2005-2006. A avut evoluții constant bune în cele 17 meciuri bifate în tricoul CFR-ului, suferind o nouă accidentare care l-a ținut mult timp departe de gazon.
În următorul sezon, a evoluat doar în 4 partide, titularul postului de portar fiind, incontestabil, Eduard Stăncioiu, cel care venise de la Sportul Studențesc.
A părăsit CFR Cluj pentru marea ei rivală, Universitatea Cluj. A evoluat însă doar un tur de campionat pentru echipa de pe Ion Moina, fiind dat afară de la club împreună cu colegul său Adrian Olah.
În luna iunie a anului 2008, Martin Tudor a declarat că se retrage din activitatea de fotbalist.

## Deces
Martin Tudor a suferit un preinfarct în anul 2019, dar problemele cardiace erau mai vechi. Acesta a murit în urma unui infarct la vârsta de 43 ani.